# Lechatelierite

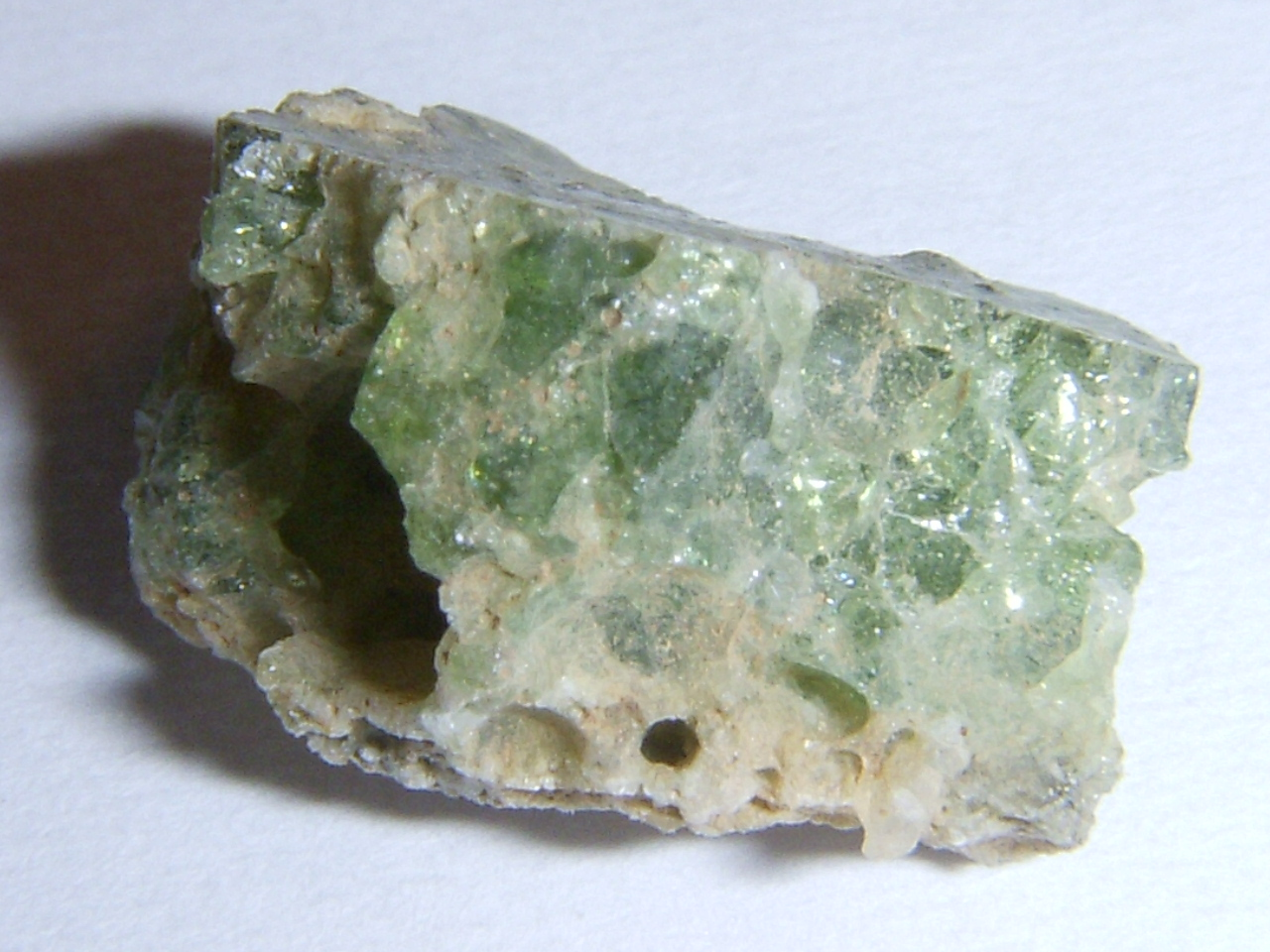
Trinitite, variedade de lechatelierito produzida por uma explosão atómica.

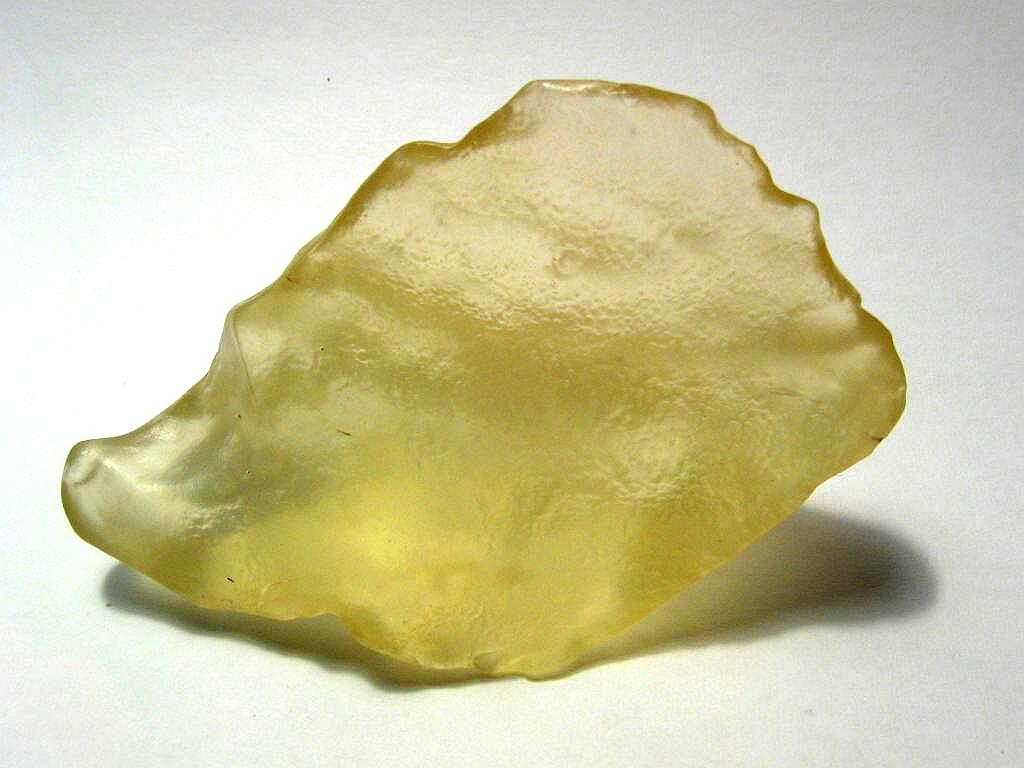
Lechatelierito procedente do Deserto Líbio.

Lechatelierite ou Lechatelierito é o vidro de sílica (SiO2). É considerado como mineraloide, já que ao ser um vidro apresenta uma estrutura amorfa, não cristalina, embora frequentemente se classifique no grupo de minerais do quartzo. O seu nome provém do químico francês Henri Le Châtelier.
Encontra-se lechatelierite natural principalmente por fusão de areias de quartzo após a queda de raios, que produzem estruturas tubulares irregulares e ramificadas, muitas vezes ocas, denominadas fulguritos.
Também pode formar-se lechatelierite em resultado do metamorfismo de alta pressão produzido pelo choque de um meteorito; assim, é um componente comum dos tectitos, um tipo de ejeções vítreas típicas destes impactos. Alguns tectitos são compostos por lechatelierito puro, como no denominado vidro do deserto líbio, que se encontra no Saara (Líbia e Egipto). Também se formou lechatelierito numa camada da arenito de Coconino pelo impacto do meteorito que causou a Cratera do Meteoro no Arizona.
As experiências de alta pressão demonstraram que são precisos choques com pressão mínima de 85 GPa para produzir lechatelierite a partir dos grãos de quartzo de um granito.
Também pode formar-se lechatelierite artificialmente, um exemplo sendo a trinitite, produzido pela fusão de areia de quartzo na primeira explosão de uma bomba atómica, no Novo México (Estados Unidos).